# クリス・シェリダン
クリス・シェリダン（Kriss Sheridan、1989年4月15日 - ）は、ポーランド・アメリカの歌手、音楽家、俳優、旅行家、客室乗務員。

## 経歴

### 生い立ち
1987年、ポーランド人女性とアメリカ人男性の息子としてビェルスコ＝ビャワに生まれる。ドイツ国籍も保有。幼児期および青年期を、ポーランド、アメリカ、ドイツ、スペインで過ごす。
ミュンヘン、マドリード、ニューヨークにて勉学を修める。ニューヨークの リー・ストラスバーグ劇場研究所 に入所、モデルとしても活動する。

### 経歴
学生時代からすでに、ミュンヘンやマドリードのRTLグループ、 プロジーベンザット1メディア、テレビシオン・エスパニョーラ、 RFO ラジオ・バイエルンウェなどと協力関係を築く。
2016年秋、ファーストアルバムの収録を終了、レギオ・レコードとレーベル契約を結ぶ(配給は ユニバーサル・ミュージック・ポルスカ)。
2017年3月、マルチン・キンドラと共同制作したデビューシングル「Happy」を発表。二人のミュージシャンは、シェリダンが客室乗務員をしていた機内で知り合った。デビューアルバムに収められることになったシングル曲は、地方ラジオ局においてヒットチャート一位に輝いた。シングルのミュージックアルバムの撮影はノルウェーで行われ、国際放送局であるVivaテレビ および MTVから配信された。
2017年7月6日 TVP ポロニア において、アメリカ合衆国大統領 ドナルド・トランプ に歓迎の歌を歌う。
2018年3月、2枚目のシングルであり、発売後わずか3週間にしてポーランド・ゴールドディスク賞獲得レベルに達し、ポーランドのラジオ局におけるヒットチャート1位に輝いた「I Don't Wanna Say Goodbye」を発表。
公式ミュージックビデオは ワルシャワ郊外で撮影され、制作監督にはピオトル・スモレンスキ、 モデルであり ミス・ポロニア 2017 のファイナリストでもあるアガタ・ボロヴィアク、および　ダンスグループとして アウグスティン・エグロラが起用された。
現在シェリダンはポーランド・アメリカ版権のCDリリースに取組中。アメリカ、スウェーデン、フランス、オランダなどの世界的なプロデューサーや、伝説的な存在であるセリーヌ・ディオンやシンディ・ローパーに曲を提供したロサンジェルスのアラン・ロイ・スコットなど共に創作活動を行っている。

## ディスコグラフィ

### シングル
| 年                                                                                             | タイトル                    | リストの項目 | リストの項目 | リストの項目 | リストの項目 | リストの項目 | リストの項目 | リストの項目 |
| 年                                                                                             | タイトル                    | CLP          | LPRP         | LPRR         | LPRŁ         | LPRB         | RLP          |              |
| ---------------------------------------------------------------------------------------------- | --------------------------- | ------------ | ------------ | ------------ | ------------ | ------------ | ------------ | ------------ |
| 2017                                                                                           | „Happy”                     | 1            | 1            | 1            | -            | -            | 3            |              |
| 2018                                                                                           | „I Don't Wanna Say Goodbye” | 1            | 1            | 1            | 1            | 1            | -            |              |
| „–”はシングルが指定されたリストにアップされていない „x” はリストが既に存在しないことを意味する |                             |              |              |              |              |              |              |              |

### ミュージックビデオ
| 年   | タイトル                    | 監督            | 出典   |
| ---- | --------------------------- | --------------- | ------ |
| 2017 | „Happy”                     | Tomasz Bulenda  | [ 40 ] |
| 2018 | „I Don't Wanna Say Goodbye” | Piotr Smoleński | [ 41 ] |

### フィルモグラフィー
| 年   | タイトル | 監督         | 出典   |
| ---- | -------- | ------------ | ------ |
| 2012 | Zettl    | Helmut Dietl | [ 42 ] |